# Woman in Chains
Woman in Chains är en duett från 1989 komponerad av Roland Orzabal, spelad av bandet Tears for Fears, och utgiven på deras album The Seeds of Love.
På originalversionen medverkade Phil Collins,  Pino Palladin spelade bas, och Oleta Adams lånades in som gästsångerska. Orzabal har förklarat att låten tillkom efter att han läst någon feministisk litteratur och kommit fram till att det fortfarande fanns samhällen som var icke-patriarkala, utan matriarkala. Han hade läst att dessa samhällen var mindre våldsamma, mindre giriga och mindre fientliga, men att sången också handlar om hur män trycker undan sina feminina sidor och att båda könen lider därav.
Singeln blev en topp 40-hit i bland annat Storbritannien, USA, Australien och Nya Zeeland, och nådde topp 20 i Kanada, Frankrike och Nederländerna.

## Listplaceringar
| Lista (1989/90)                              | Högsta placering |
| -------------------------------------------- | ---------------- |
| Australien (ARIA)                            | 39               |
| Frankrike (SNEP)                             | 20               |
| Nya Zeeland (RIANZ)                          | 34               |
| Storbritannien (The Official Charts Company) | 26               |
| US Billboard Hot 100                         | 36               |
| Kanada (Canadian Hot 100)                    | 11               |